# Macaulay Culkin
Macaulay Macaulay Culkin Culkin, nato Macaulay Culkin (New York, 26 agosto 1980) è un attore e cantante statunitense, noto soprattutto come attore bambino per la sua interpretazione di Kevin McCallister nei film Mamma, ho perso l'aereo (1990) e Mamma, ho riperso l'aereo: mi sono smarrito a New York (1992).
Ha preso una pausa dalla recitazione nel 1994, e ha fatto il suo ritorno nel 2003 con una partecipazione al programma televisivo Will and Grace e un ruolo nel film Party Monster (2003). Ha scritto un libro autobiografico, Junior, che è stato pubblicato nel 2006.
Nel 2013, Culkin è stato cofondatore della rock band newyorkese The Pizza Underground, di cui era la voce. Il gruppo, dopo aver sostenuto un tour in Nord America nel corso del 2014, si è sciolto nel 2018. Culkin è l'editore e CEO di un sito satirico di cultura pop e podcast, Bunny Ears.

## Biografia
Di origini inglesi, irlandesi, norvegesi e tedesche, Culkin è nato il 26 agosto 1980, a New York City. Suo padre, Christopher Cornelius "Kit" Culkin, è un ex attore noto per le sue produzioni a Broadway ed è il fratello dell'attrice Bonnie Bedelia. Sua madre è Patricia Brentrup; i suoi genitori non sono mai stati sposati.
Macaulay è il terzo di sette figli, cinque maschi e due femmine: Shane (nato nel 1976), Dakota (nata nel 1978 e deceduta a seguito di un incidente stradale nel 2008), Kieran (1982), Quinn (1984), Christian (1987) e Rory (1989). È stato cresciuto cattolico, e ha frequentato una scuola cattolica (St. Joseph's School of Yorkville) per cinque anni prima di passare alla Professional Children's School.

## Carriera

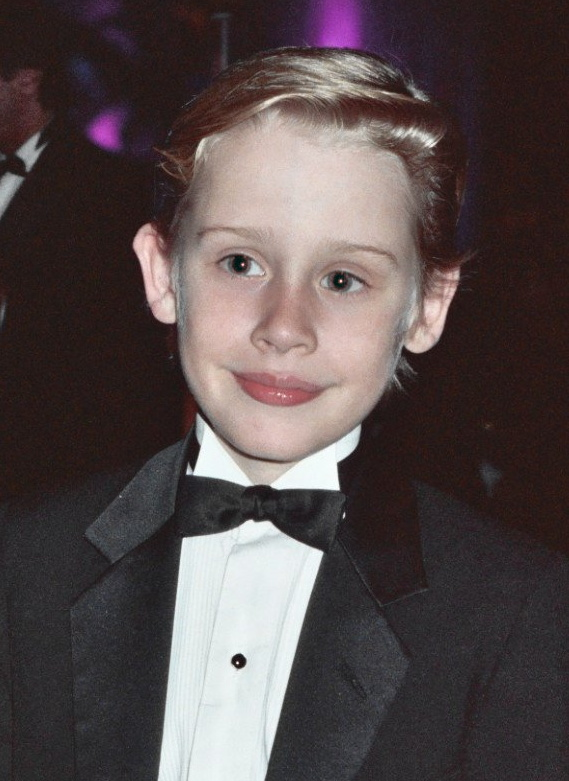
Macaulay Culkin ai premi Emmy, 1991

Dopo l'esordio pubblicitario e alcuni ruoli maggiori in film come La notte di Natale (The Midnight Hour, 1985) e Io e zio Buck (Uncle Buck, 1989), "Mac" diviene l'attore bambino più ricco e famoso di Hollywood, con i due film Mamma, ho perso l'aereo (1990), e Mamma, ho riperso l'aereo: mi sono smarrito a New York (1992), in cui interpreta il giovane protagonista Kevin McCallister.
Nel 1991 interpreta il film Papà, ho trovato un amico. Nel 1993 Macaulay compare come antagonista nel thriller di Joseph Ruben, L'innocenza del diavolo assieme a Elijah Wood. Nello stesso anno è protagonista della versione cinematografica del celebre balletto Lo schiaccianoci, nella versione di George Balanchine. Il film vede Macaulay affiancato dal corpo di ballo del New York City Ballet ed è una ripresa dell'esibizione in teatro.
Nel frattempo, nel 1991 appare nel videoclip di Michael Jackson, Black or White. Tra i due, infatti, dopo l'uscita di Mamma, ho perso l'aereo, era sorta un'amicizia, basata, come racconta Culkin, su ciò che entrambi avevano in comune: l'infanzia rubata e il rifiuto di crescere.
Culkin ha trascorso parecchio tempo a Neverland, la residenza di Jackson, e durante il processo del 2004 in cui Jackson fu accusato di pedofilia, e poi scagionato, si è presentato per testimoniare a suo favore. Nel processo a Michael Jackson, Culkin testimoniò asserendo di aver dormito nella stanza da letto di Jackson, seppur organizzata in due scomparti, e che Jackson non lo molestò mai sessualmente né lo toccò in maniera inappropriata. Definì le accuse rivolte al cantante "assolutamente ridicole". Culkin partecipò al funerale di Jackson.
Sarà successivamente presente in Dangerous: The Short Films, del 1993, Video Greatest Hits - HIStory, del 2001, in Number Ones DVD, del 2003 e Visionary: The Video Singles (Box Set), del 2006.
Il 1994 è, a detta di molti, l'anno del declino dell'attore appena quattordicenne e che aveva già guadagnato 23,5 milioni di dollari. Macaulay gira infatti due film di scarso successo (Richie Rich - Il più ricco del mondo e Pagemaster - L'avventura meravigliosa). Come se non bastasse, il padre di Macaulay sperpera tutto il patrimonio guadagnato dal ragazzo, e comincia la battaglia legale tra i suoi genitori, non sposati, per aggiudicarsi la custodia del piccolo attore, vinta dalla madre nel 1995. Sembra però che Macaulay non sia riuscito a superare la situazione, decidendo così di ritirarsi dalle scene.
Nel 1998 ha partecipato al video dei Sonic Youth, Sunday, come personaggio "effeminato", mentre nel 2000 ha debuttato a teatro nello spettacolo Madame Melville.
Ritorna sulla scena internazionale nel 2003, dopo quasi dieci anni di assenza recitando nel film Party Monster e con Saved!, sembra che la sua carriera decolli di nuovo, finché alcuni mesi dopo viene fermato per eccesso di velocità, e successivamente arrestato per possesso di marijuana (l'attore si è dichiarato innocente) e rilasciato successivamente dietro cauzione di 4000 $.
Nell'estate del 2006 Macaulay annuncia al magazine Variety che prenderà parte al film Sex & Breakfast, una commedia di Miles Brandman in cui ad una coppia con problemi di carattere sessuale viene consigliato il sesso di gruppo come terapia.
Nel 2009 è apparso nel backstage dell'edizione di Monday Night RAW del 17 agosto, durante uno streetfight match tra Chavo Guerrero e Hornswoggle, aiutando quest'ultimo a vincere la contesa.
Il 10 marzo 2010 sale sul palco del Kodak Theatre di Los Angeles, alla cerimonia dei Premi Oscar 2010, assieme agli attori Matthew Broderick, Jon Cryer, Anthony Michael Hall, Judd Nelson, Molly Ringwald e Ally Sheedy per un John Hughes Tribute al regista John Hughes, scomparso da poco.
Il 26 agosto 2010 in occasione del suo 30º compleanno, alcuni siti internet riportano la notizia di un suo imminente ritorno alle scene nel film d'azione Service Man, in programma nel 2013.
Nel 2014, dopo che più volte si è temuto per la salute dell'attore, fa il suo ritorno sul palco come cantante. Macaulay Culkin è infatti l'artefice del progetto musicale parodistico The Pizza Underground, cover band dei Velvet Underground le cui canzoni sono tutte incentrate sul tema della pizza.
Nel 2015 torna a interpretare, in una serie di cortometraggi su YouTube, il personaggio che lo ha reso famoso, Kevin McCallister, in una sorta di parodia che unisce le vicende della omonima serie di film a quelle della sua vita reale, interpretando un Kevin adulto e ribelle.
Il 20 dicembre 2018 ricopre ancora una volta il ruolo di Kevin McCallister, questa volta per Google, in uno spot per Google Assistant che ripercorre alcune scene del celebre film, disponibile sul canale ufficiale YouTube della casa di Mountain View.. Nello stesso mese, fu invitato da James Rolfe, nel ruolo dell'Angry Videogame Nerd, nella puntata dei videogiochi di Mamma, ho perso l'aereo. Lui faceva il ruolo del ragazzo che consegna pizze.
Nel 2019, ha avuto un ruolo nel film di Seth Green, Changeland con Brenda Song, che è stato distribuito il 7 giugno 2019.
Il 1º dicembre 2023 ha ricevuto la stella sulla Hollywood Walk of Fame e ad accompagnarlo, oltre la moglie e il figlio, c'era Catherine O'Hara che ha interpretato la mamma di Kevin in Mamma, ho perso l'aereo.

## Vita privata

### Relazioni
Culkin ha dichiarato in un'intervista del 27 maggio 2004 a Larry King Live che tende ad astenersi dal rivelare aspetti della sua vita privata, sebbene abbia discusso della sua vita da attore bambino, del conflitto nella sua vita familiare (incluso il suo allontanamento dal padre) e di come si sia ritirato dalla recitazione a 14 anni.
Il 20 marzo 2018, in un'intervista sul podcast di Anna Faris, ha discusso su quale tipo di donna lo attrae e ha dichiarato di aver perso la verginità a 15 anni. Anche se ha rifiutato di nominare la sua partner, ha dichiarato: "Non è stato disgustoso o strano, l'abbiamo pianificato".
Culkin sposò l'attrice Rachel Miner nel 1998, quando avevano entrambi 18 anni, ma la coppia si separò nel 2000 e divorziò nel 2002.
Culkin ha iniziato a frequentare Mila Kunis nel maggio 2002. 
Nel 2006 Macaulay risiedeva a New York mentre la Kunis si trovava a Los Angeles. 
Il 3 gennaio 2011, l'inserzionista di Kunis ha confermato che Culkin e la Kunis avevano concluso la loro relazione diversi mesi prima, affermando che "la separazione è stata amichevole e rimangono amici intimi".
Dal 2013 Macaulay Culkin vive a Los Angeles.
Dall'ottobre 2017 Macaulay Culkin ha una relazione con Brenda Song, co-star insieme a lui in Changeland, con la quale ha due figli. Il nome del primogenito, Dakota Song Culkin,  nato nel 2021, è un tributo alla sorella dell'attore morta nel 2008. Il secondogenito, di cui non si conosce il nome, è nato nel dicembre del 2022.

### Amicizia con Michael Jackson
All'incirca all'epoca del primo film Mamma ho perso l'aereo, Culkin divenne amico del cantante pop Michael Jackson, e apparve nel video di Jackson del 1991 Black or White. Nel 2005, al processo di Jackson per abusi sessuali su minori, Culkin testimoniò di aver dormito nella camera da letto di Jackson ma di non essere mai stato molestato. Egli respinse le accuse come "assolutamente ridicole". Culkin assistette alla sepoltura di Jackson il 3 settembre 2009. Culkin è anche il padrino dei figli di Jackson, Paris Jackson, Prince e Michael Jr.

### Cambio del secondo nome
Nel dicembre 2018, Culkin ha annunciato che avrebbe cambiato legalmente il suo secondo nome, "Carson", con il nome che avrebbe vinto un sondaggio presentato per la prima volta durante il Tonight Show di Jimmy Fallon. I particolari nomi proposti erano "Shark Week", "Kieran", "The McRib Is Back", "Publicity Stunt" e "Macaulay Culkin". Il sondaggio, pubblicato sul suo sito web Bunny Ears, ha visto come vincitore (con oltre sessantamila voti) il nome "Macaulay Culkin", per cui, a partire dal 2019, il nuovo nome completo è "Macaulay Macaulay Culkin Culkin".

## Procedimenti giudiziari
Il 17 settembre 2004, Culkin è stato arrestato a Oklahoma City per il possesso di 17,3 grammi di marijuana, 16,5 milligrammi di Alprazolam e 32 milligrammi di Clonazepam, per la quale è stato brevemente incarcerato, poi rilasciato su una cauzione di 4000 dollari. Dopo essere stato in tribunale per reati minori di droga, si è dichiarato non colpevole al processo, poi ha ammesso la colpevolezza. È stato condannato a tre pene da scontare dopo un anno, in caso di mancato suo riscatto, durante il periodo di rinvio. Gli è stato ordinato di pagare 540 dollari di tasse.

## Filmografia

### Attore

#### Cinema
- Il sogno del mare - Rocket Gibraltar (Rocket Gibraltar), regia di Daniel Petrie (1988)
- Io e zio Buck (Uncle Buck), regia di John Hughes (1989)
- Ci penseremo domani (See You in the Morning), regia di Alan J. Pakula (1989)
- Allucinazione perversa (Jacob's Ladder), regia di Adrian Lyne (1990)
- Mamma, ho perso l'aereo (Home Alone), regia di Chris Columbus (1990)
- Cara mamma, mi sposo (Only the Lonely), regia di Chris Columbus (1991) – cameo
- Papà, ho trovato un amico (My Girl), regia di Howard Zieff (1991)
- Mamma, ho riperso l'aereo: mi sono smarrito a New York (Home Alone 2: Lost in New York), regia di Chris Columbus (1992)
- L'innocenza del diavolo (The Good Son), regia di Joseph Ruben (1993)
- George Balanchine: Lo schiaccianoci, regia di Emile Ardolino (1993)
- Papà ti aggiusto io! (Getting Even with Dad), regia di Howard Deutch (1994)
- Pagemaster - L'avventura meravigliosa (The Pagemaster), regia di Joe Johnston (1994)
- Richie Rich - Il più ricco del mondo (Richie Rich), regia di Donald Petrie (1994)
- Party Monster, regia di Fenton Bailey e Randy Barbato (2003)
- Saved!, regia di Brian Dannelly (2004)
- Jerusalemski Sindrom, regia di Dominik Sedlar (2004)
- Sex & Breakfast (Sex and Breakfast), regia di Miles Brandman (2008)
- The Wrong Ferrari, regia di Adam Green (2011)
- Zoolander 2, regia di Ben Stiller (2016)
- Changeland, regia di Seth Green (2018)

#### Televisione
- La notte di Halloween (The Midnight Hour), regia di Jack Bender (1985) – film TV
- Un giustiziere a New York (The Equalizer) – serie TV, 1 episodio (1988)
- Saturday Night Live – serie TV, 1 episodio (1991)
- Frasier – serie TV, 1 episodio (1994)
- Will & Grace – serie TV, 5x22 (2003)
- Kings – serie TV, 5 episodi (2009)
- Dollface – serie TV, 1x06 (2019)
- American Horror Story – serie TV, 4 episodi (2021)

#### Videoclip
- Black or White di Michael Jackson, regia di John Landis (1991)
- Sunday dei Sonic Youth (1998)
- All Alone on Christmas di Darlene Love (1992)

### Doppiatore
- Un vagone di desideri e un'ondata di guai per Nick (Wish Kid) – serie TV, 13 episodi (1991)
- Pagemaster - L'avventura meravigliosa (The Pagemaster), regia di Joe Johnston (1994)
- Robot Chicken – serie TV, 5 episodi (2005-2010)
- Entergalactic, regia di Fletcher Moules (2022)
- Zootropolis 2, (Zootopia 2) regia di Jared Bush e Byron Howard (2025)

## Discografia

### Discografia con We Are Family Collective
Album
- 2001 - We Are Family

### Discografia solista
Collaborazioni
- 2003 - AA.VV. Party Monster (Original Motion Picture Soundtrack)
- 2016 - Michael Jackson Maximum Jackson

### Discografia con The Pizza Underground
Album
- 2013 - Demo
- 2014 - Pizza Box

Singoli
- 2014 - Live at Chop Suey
- 2015 - PU Demos

## Riconoscimenti
- Golden Globe
  - 1991 – Candidatura al miglior attore in un film commedia o musicale per Mamma, ho perso l'aereo
- MTV Movie & TV Awards
  - 1992 – Candidatura alla miglior coppia (condiviso con Anna Chlumsky) per Papà, ho trovato un amico
  - 1992 – Miglior bacio (condiviso con Anna Chlumsky) per Papà, ho trovato un amico
  - 1994 – Candidatura al miglior cattivo per L'innocenza del diavolo
- Nickelodeon Kids' Choice Awards
  - 1993 – Candidatura al miglior attore per Mamma, ho riperso l'aereo: mi sono smarrito a New York
- Razzie Awards
  - 1994 – Candidatura al peggior attore protagonista per Papà ti aggiusto io!, Pagemaster - L'avventura meravigliosa, Richie Rich - Il più ricco del mondo
- Young Artist Award
  - 1990 – Miglior performance in un film - Giovane attore protagonista per Mamma, ho perso l'aereo

## Doppiatori italiani
Nelle versioni in italiano dei suoi film, Macaulay Culkin è stato doppiato da:
- Simone Crisari in Io e zio Buck, Allucinazione perversa, L'innocenza del diavolo, Pagemaster - L'avventura meravigliosa, Papà, ho trovato un amico, Richie Rich - Il più ricco del mondo, Frasier, American Horror Story
- Ilaria Stagni in Mamma, ho perso l'aereo, Mamma, ho riperso l'aereo: mi sono smarrito a New York
- Laura Latini in Papà ti aggiusto io!
- Stefano Crescentini in Saved!
- Paolo Vivio in Will & Grace
- Davide Perino in Kings
- Andrea Rotolo in Dollface

Come doppiatore, Culkin è stato sostituito da:
- Simone Crisari in Pagemaster - L'avventura meravigliosa, Robot Chicken, Entergalactic
- Ilaria Stagni in Un vagone di desideri e un'ondata di guai per Nick
- Renata Bertolas in Pagemaster - L'avventura meravigliosa (il Videogioco)